# Importazione

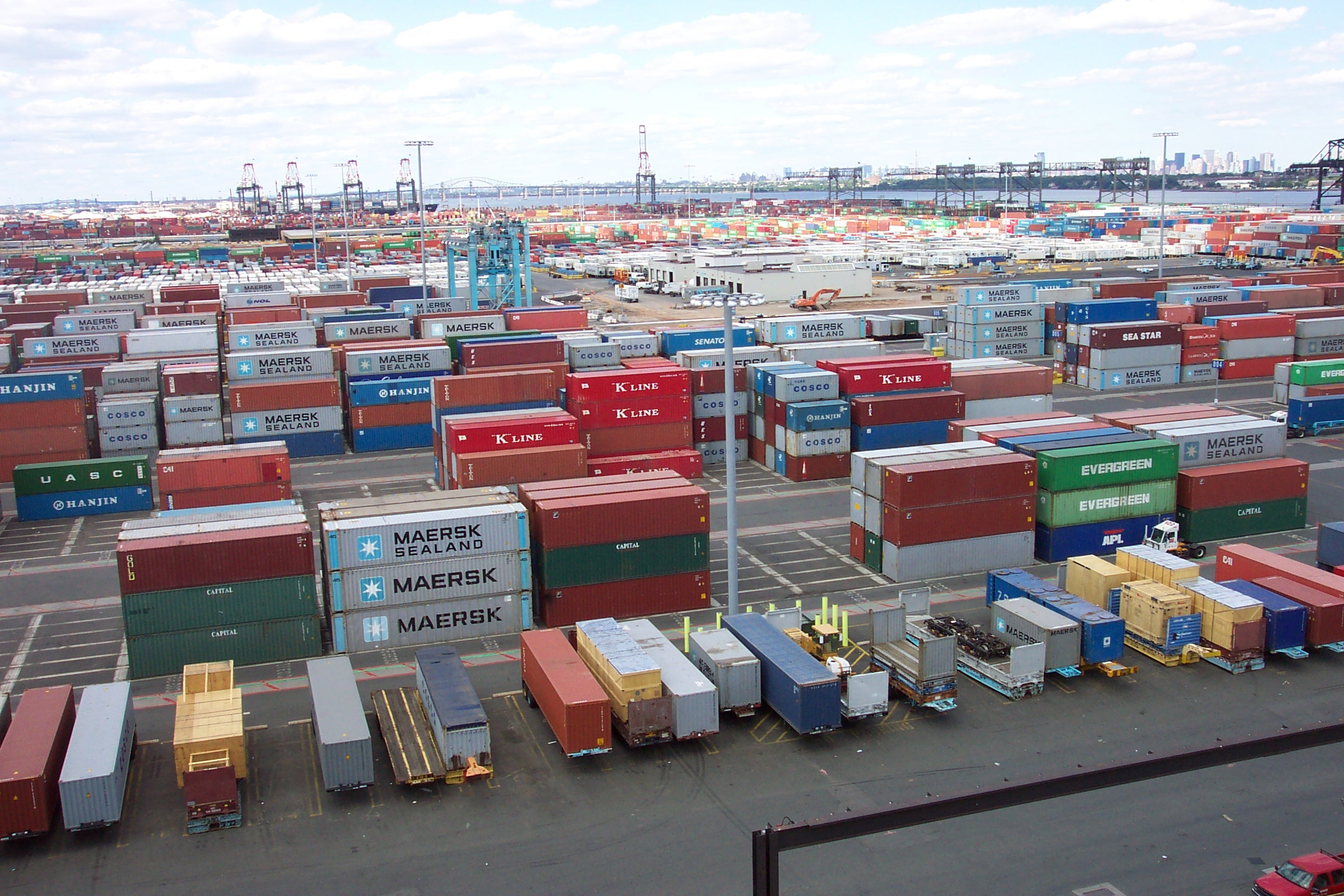
Container nel terminal merci di Port Elizabeth

Per importazione si intende l'insieme dei beni e dei servizi che uno Stato acquista da altri Stati del mondo. 
Le importazioni vengono misurate solitamente in termini monetari, ma anche in base alle caratteristiche merceologiche o alle modalità di utilizzo. Si suole pertanto indicare nelle statistiche il valore dei beni e servizi acquistati, la quantità di ciascun tipo di essi e l'impiego come bene o servizio finale o intermedio.

## Descrizione
Il valore delle importazioni è rilevante perché può essere usato come indicatore, sia pur grossolano, dello stato di salute di un'economia, specie se il valore delle importazioni viene paragonato a quello delle esportazioni. Importazioni elevate indicano una scarsa competitività della nazione nei settori di appartenenza dei singoli beni. Se il valore delle importazioni è superiore al valore dei beni e dei servizi esportati siamo in presenza di un deficit commerciale, di un surplus nel caso contrario. Il valore del saldo tra importazioni ed esportazioni è il "saldo della bilancia commerciale".
Il valore e la composizione delle importazioni assume importanza nell'ambito della politica economica.  Un paese che importa materie prime o generi alimentari deve adottare politiche economiche differenti da quelle di un paese che acquista, per esempio, soprattutto beni di lusso, ai quali si può più facilmente rinunciare. Nel primo caso sarà necessario produrre un flusso di esportazioni o di capitali tale da mantenere in pareggio la bilancia dei pagamenti, o in alternativa accettare periodiche svalutazioni della moneta.